# Сёгэн (1259—1260)
Сёгэн (яп. 正元 сё:гэн) — девиз правления (нэнго) японских императоров Го-Фукакуса и Камэяма, использовавшийся с 1259 по 1260 год .
Годы Сёгэн были отмечены голодом и эпидемиями; девиз правления был вскорости изменён в надежде на прекращение несчастий.

## Продолжительность
Начало и конец эры:
- 26-й день 3-й луны 3-го года Сёка (по юлианскому календарю — 20 апреля 1259);
- 13-й день 4-й луны 2-го года Сёгэн (по юлианскому календарю — 24 мая 1260).

## Происхождение
Название нэнго было заимствовано из классического древнекитайского сочинения «Ши Вэй» (кит. 詩緯, пиньинь Shī wěi):「一如正元、万載相伝」.

## События
даты по юлианскому календарю
- 1259 год (11-я луна 1-го года Сёгэн) — император Го-Фукакуса отрёкся от престола; трон перешёл к его младшему брату, который через некоторое время взошёл на престол как император Камэяма[6].

## Сравнительная таблица
Ниже представлена таблица соответствия японского традиционного и европейского летосчисления. В скобках к номеру года японской эры указано название соответствующего года из 60-летнего цикла китайской системы гань-чжи. Японские месяцы традиционно названы лунами.
| 1-й год Сёгэн (Земляная Коза)          | 1-я луна        | 2-я луна   | 3-я луна* | 4-я луна  | 5-я луна* | 6-я луна | 7-я луна* | 8-я луна   | 9-я луна*   | 10-я луна* | 10-я луна* (високосная) | 11-я луна     | 12-я луна      |
| -------------------------------------- | --------------- | ---------- | --------- | --------- | --------- | -------- | --------- | ---------- | ----------- | ---------- | ----------------------- | ------------- | -------------- |
| Юлианский календарь                    | 25 января 1259  | 24 февраля | 26 марта  | 24 апреля | 24 мая    | 22 июня  | 22 июля   | 20 августа | 19 сентября | 18 октября | 16 ноября               | 15 декабря    | 14 января 1260 |
| 2-й год Сёгэн (Металлическая Обезьяна) | 1-я луна        | 2-я луна*  | 3-я луна  | 4-я луна  | 5-я луна* | 6-я луна | 7-я луна* | 8-я луна   | 9-я луна*   | 10-я луна* | 11-я луна               | 12-я луна*    |                |
| Юлианский календарь                    | 13 февраля 1260 | 14 марта   | 12 апреля | 12 мая    | 11 июня   | 10 июля  | 9 августа | 7 сентября | 7 октября   | 5 ноября   | 4 декабря               | 3 января 1261 |                |

* звёздочкой отмечены короткие месяцы (луны) продолжительностью 29 дней. Остальные месяцы длятся 30 дней.